# Велькович, Стефана
Стефана Велькович (серб. Стефана Вељковић, р. 9 января 1990, Ягодина, СР Сербия, СФРЮ) — сербская волейболистка, центральная блокирующая. чемпионка мира 2018, двукратная чемпионка Европы, серебряный призёр Олимпийских игр 2016.

## Биография
Волейболом Стефана Велькович начала заниматься в клубе своего родного города Ягодина, а в 2001—2004 выступала за его молодёжную команду. В 2004—2010 играла в чемпионатах Сербии и Черногории и Сербии в белградских командах «Поштар-064» и «Црвена Звезда», неоднократно становясь в их составах победительницей и призёром соревнований.
В 2010—2013 Велькович выступала в Италии сначала за «Асистел Воллей» из Новары, а затем после его роспуска за «Карнаги» (Вилла-Кортезе). Затем отыграла сезон в турецком «Галатасарае», после чего на протяжении четырёх сезонов выступала за сильнейшую команду Польши «Хемик» из Полице, выиграв с ним 4 чемпионских титула польского первенства. В 2018 вернулась в Новару, где играет за «Игор Горгондзолу».
В 2007 году Велькович стала серебряным призёром чемпионата Европы среди девушек в составе юниорской сборной Сербии и была признана лучшим игроком (MVP) турнира. В том же году в 17-летнем возрасте дебютировала в национальной команде страны в розыгрыше Кубка мира, а через год приняла участие в пекинской Олимпиаде. С этого времени Велькович неизменно является игроком сборной Сербии, пропустив из-за травмы только сезон 2011 года. В составе своей команды неоднократно становилась победителем и призёром различных международных соревнований, в том числе серебряной медалисткой Олимпиады-2016, чемпионкой Европы 2017 и чемпионкой мира 2018. По итогам победного для сербской команды первенства Европы 2017 года вошла в символическую сборную турнира.

### Клубная карьера
- 2004—2008 —  «Поштар-064» (Белград);
- 2008—2010 —  «Црвена Звезда» (Белград);
- 2010—2012 —  «Асистел Воллей» (Новара);
- 2012—2013 —  «Карнаги» (Вилла-Кортезе);
- 2013—2014 —  «Галатасарай» (Стамбул);
- 2014—2018 —  «Хемик» (Полице);
- 2018—2020 —  «Игор Горгондзола» (Новара).

## Достижения

### Со сборнымиСербии
- серебряный призёр Олимпийских игр 2016.
- чемпионка мира 2018.
- серебряный призёр розыгрыша Кубка мира 2015.
- двукратный бронзовый призёр Гран-при — 2013, 2017.
- двукратная чемпионка Европы — 2017, 2019;
  - серебряный (2021) и бронзовый (2015) призёр чемпионатов Европы.
- победитель розыгрыша Евролиги 2010.
- серебряный призёр чемпионата Европы среди девушек 2007.
- серебряный призёр Универсиады 2009.

### С клубами
- чемпионка Сербии и Черногории 2006.
- двукратный победитель розыгрышей Кубка Сербии и Черногории — 2005, 2006.
- 3-кратная чемпионка Сербии — 2007, 2008, 2010;
  - серебряный призёр чемпионата Сербии 2009.
- 3-кратный победитель розыгрышей Кубка Сербии — 2007, 2008, 2010;
  - серебряный призёр Кубка Сербии 2009.
- 4-кратная чемпионка Польши — 2015—2018.
- двукратный победитель розыгрышей Кубка Польши — 2016, 2017.
  - серебряный призёр Кубка Польши 2015.
- двукратная обладательница Суперкубка Польши — 2014, 2015.
- серебряный призёр чемпионата Италии 2019.
- победитель розыгрыша Кубка Италии 2019.
- победитель розыгрыша Лиги чемпионов ЕКВ 2019.
- серебряный призёр розыгрыша Кубка Европейской конфедерации волейбола (ЕКВ) 2010.

### Индивидуальные
- 2007: MVP чемпионата Европы среди девушек.
- 2010: лучшая на подаче «финала четырёх» Кубка ЕКВ.
- 2016: MVP Кубка Польши.
- 2017: лучшая блокирующая Кубка Польши.
- 2017: лучшая центральная блокирующая (одна из двух) чемпионата Европы.